# Gestas

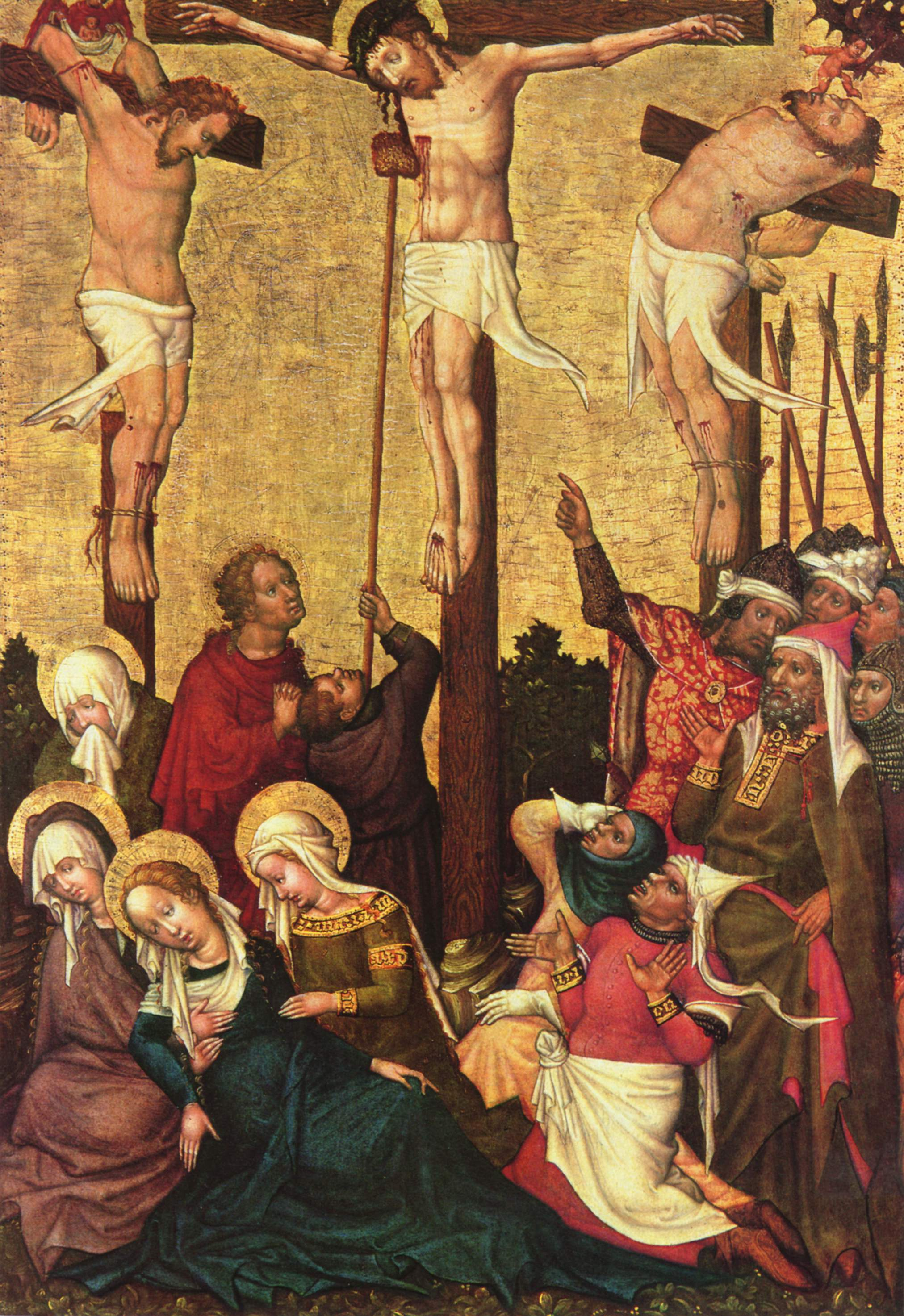
Pictura Răstignirea a lui Hans von Tübingen îi arată pe Sf. Dismas, tâlharul cel bun, în dreapta lui Hristos (în partea stângă a imaginii) și pe Gestas, tâlharul nepocăit, în stânga lui Hristos cu un diavol. Alte persoane reprezentate sunt Preasfânta Fecioară Maria, Sfântul Ioan Apostolul și cele trei Marii (Sfânta Maria lui Cleopa, Sfânta Maria Salomeea și Sfânta Maria Magdalena).

Gestas este un bărbat descris în relatarea Răstignirii lui Isus din Noul Testament. Textul evanghelic relatează că doi tâlhari au fost răstigniți de o parte și de alta a lui Isus. În Evangheliile lui Marcu și Matei, ambii se alătură mulțimii care îl batjocorește pe Isus. Cu toate acestea, în Evanghelia după Luca, unul dintre ei îl ironizează pe Isus că nu se poate salva de pe cruce, iar celălalt (cunoscut ca tâlharul pocăit) îi cere milă.
În scrierile apocrife, tâlharului nepocăit i se dă numele Gestas, care apare pentru prima dată în Evanghelia lui Nicodim, în timp ce tovarășul său este numit Dismas. Tradiția creștină susține că Gestas era pe crucea din stânga lui Isus, iar Dismas era pe crucea din dreapta lui Isus. În Legenda aurea a lui Jacobus de Voragine, se menționează că numele tâlharului nepocăit este Gesmas. Tâlharul nepocăit este menționat uneori ca „tâlharul cel rău”, în contrast cu „tâlharul cel bun”.
Evanghelia apocrifă arabă a copilăriei Mântuitorului îi menționează pe Gestas și Dismas ca Dumachus și, respectiv, Titus. Conform tradiției - relatată, de exemplu, în Legenda de aur a lui Henry Wadsworth Longfellow - Dumachus a fost membru al unei bande de tâlhari care au atacat Sfânta Familie pe drumul ei către Egipt.

## Narațiunea Noului Testament
Cea mai veche versiune a poveștii este considerată a fi cea din Evanghelia după Marcu, datată de obicei în jurul anului 70 d.Hr. Autorul evangheliei menționează că doi tâlhari au fost răstigniți odată cu Isus, câte unul de fiecare parte a lui. Trecătorii și marii preoți îl batjocoresc pe Isus pentru că a pretins că ar fi Mesia și totuși nu s-a putut salva de la moartea pe cruce, iar cei doi tâlhari răstigniți cu el li se alătură celor care huleau. (Marcu 15:27-32) Unele texte includ o trimitere la Cartea lui Isaia, citând aceasta ca o împlinire a profeției (Isaia 53:12: „... și-a dat sufletul său spre moarte și cu cei făcători de rele a fost numărat ”). Evanghelia după Matei, scrisă în jurul anului 85, repetă aceleași detalii. (Matei 27:38-44)
Cu toate acestea, în versiunea Evangheliei după Luca, scrisă în jurul anilor 80–90, detaliile diferă: unul dintre tâlhari îl mustră pe celălalt pentru că l-a batjocorit pe Isus și îi cere lui Isus să-și amintească de el „când vei veni în împărăția Ta”. Isus îi răspunde, promițându-i că va fi cu el în aceeași zi în Rai. (Luca 23:33-45) Tradiția a dat acestui bandit numele de tâlharul pocăit, iar celuilalt numele de tâlharul nepocăit.
Evanghelia după Ioan, care este scrisă în jurul anilor 90-95 d.Hr., relatează, de asemenea, că Isus a fost răstignit împreună cu alți doi, dar în această relatare ei nu sunt descriși și nu vorbesc. (Ioan 19:18-25)

## Cultura filipineză
În rândul catolicilor filipinezi, numele tâlharului este inclus în exclamația populară Hudas, Barabas, Hestas!, invocată ca o exclamare a dezamăgirii sau a osândei, în care Gestas este menționat alături de Iuda Iscarioteanul și Baraba. Expresia a ajuns să fie cunoscută prin intermediul serialului de televiziune filipinez John En Marsha (1973-1990), cu actorul Dolphy alături de actrițele Nida Blanca și Dely Atay-Atayan. Ea a fost popularizată apoi de comediana Chichay.

## Legături externe
- Materiale media legate de Tâlharul nepocăit la Wikimedia Commons